# Maria Kleofasowa

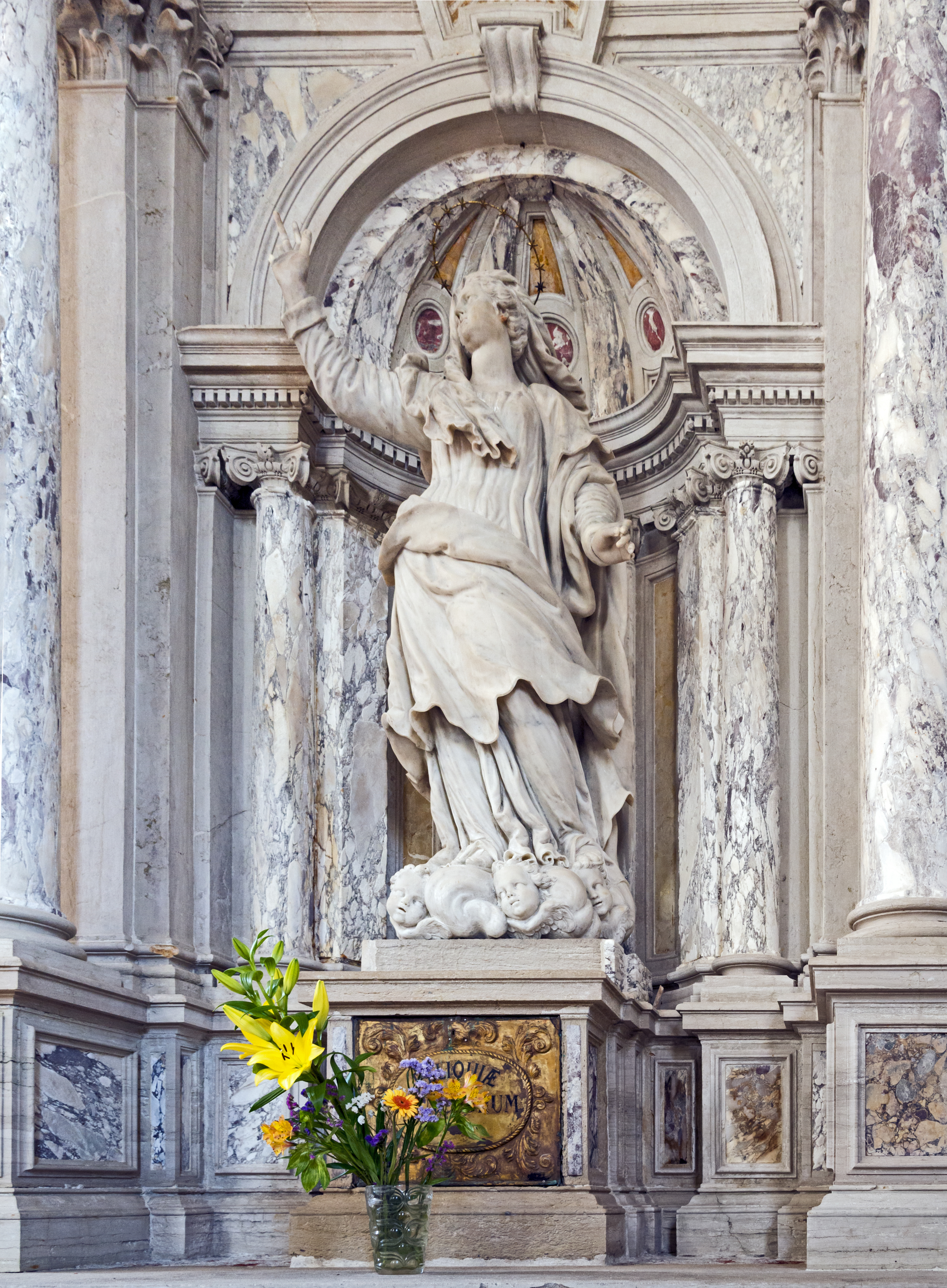
Maria Kleofasowa - Wenecja

Św. Maria Kleofasowa, także Maria Alfeuszowa (ur. I wiek p.n.e., zm. I wiek n.e.) – postać biblijna, żona Kleofasa (Alfeusza), krewna Marii, matki Jezusa.

## Żywot
Należała do grupy bliskich zwolenników Chrystusa i była matką jego uczniów: apostoła Jakuba Mniejszego oraz prawdopodobnie Judy Tadeusza i Szymona. Usługiwała Jezusowi podczas jego pobytu w Galilei. 
Wraz z Marią i Marią Magdaleną stała pod krzyżem i była świadkiem męczeńskiej śmierci Chrystusa. Po pogrzebie Chrystusa wraz z Marią Magdaleną czuwała przy jego grobie. Wraz z Magdaleną były świadkami trzęsienia ziemi, podczas którego anioł otworzył wejście grobowca i ogłosił, że Jezus powstał z martwych. Kobiety pobiegły ogłosić nowinę apostołom, w drodze spotkały zmartwychwstałego Chrystusa. Kiedy kobiety opowiedziały nowinę uczniom Chrystusa, ci uznali to za niedorzeczność i nie uwierzyli im. 
Wspominana jest przez Kościół katolicki 24 kwietnia.